# Björk (musiker)

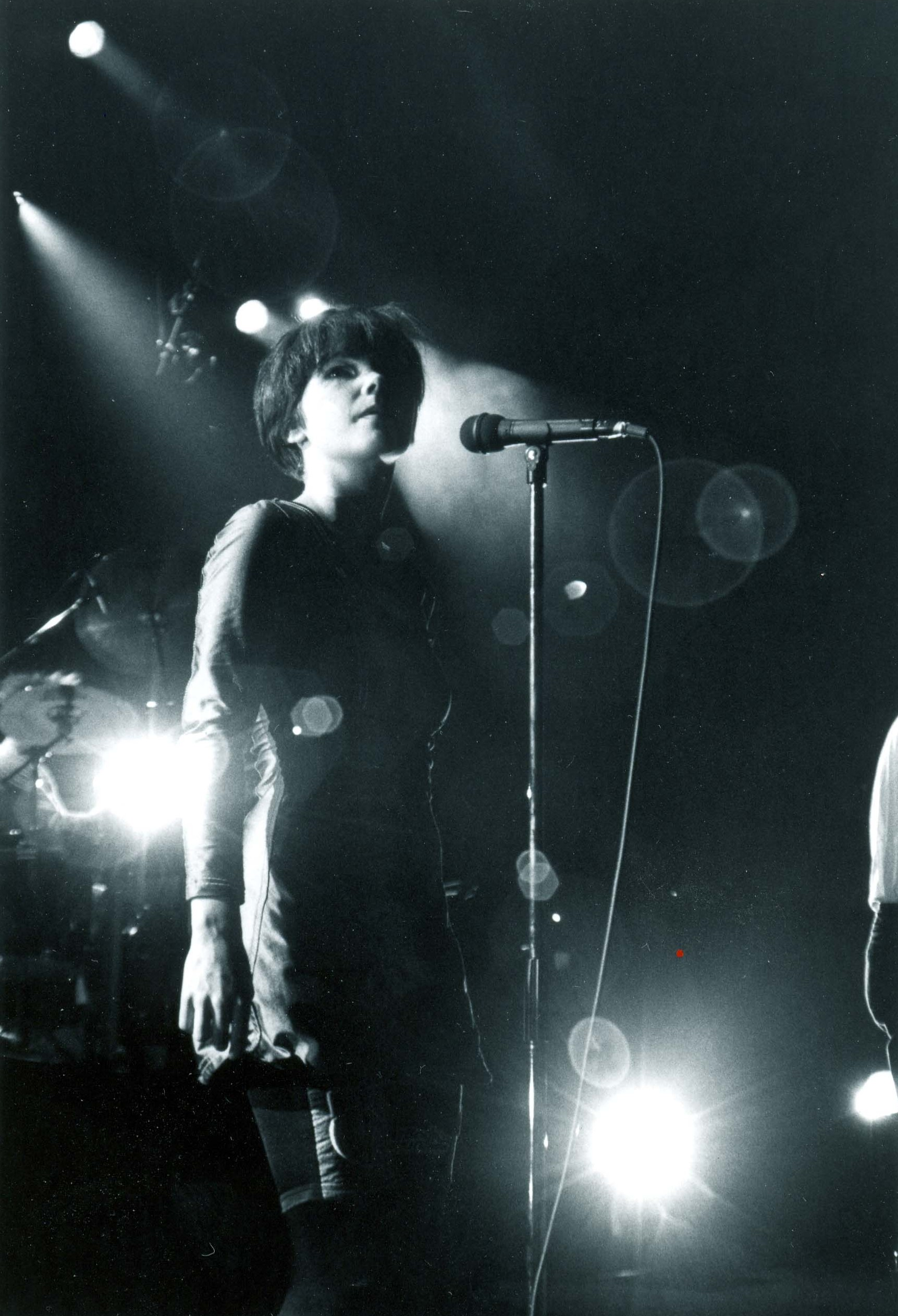
Björk uppträder med The Sugarcubes i Japan.

Björk Guðmundsdóttir ['pjœr̥k 'kvʏðmʏnstoʊhtɪr̥], känd under sitt förnamn och artistnamn Björk, född 21 november 1965 i Reykjavík, är en isländsk sångare, kompositör, producent, musiker och skådespelare.
Björk inledde sin solokarriär i början av 1990-talet och har sedan dess byggt upp en varierad och experimentell musikstil, präglad av sin uttrycksfulla sångstil och sitt breda sopranläge. Hennes eklektiska stil har blivit populär inom en rad olika genrer, däribland rock, jazz, elektronisk dansmusik, folk och klassisk musik. Med singlarna "It's Oh So Quiet", "Army of Me" och "Hyperballad" klev hon in på brittiska Top 10-listan. Hon har givit ut sju kritikerrosade soloalbum samt två soundtrack och hade 2003 sålt över 15 miljoner album världen runt. Björk är även känd för sin originella klädsel och sina musikvideor.

## Biografi

### Uppväxt och tidig karriär
Björk föddes och växte upp i Reykjavík. Hennes föräldrar är elektrikern och fackföreningsledaren Guðmundur Gunnarsson samt Hildur Rúna Hauksdóttir, en aktivist som protesterade mot vattenkraftverket Kárahnjúkar på östra Island. Paret separerade när Björk föddes och hon flyttade med sin mor till ett bostadskollektiv för hippies. Hennes styvfar är Sævar Árnason, tidigare gitarrist i ett band kallat Pops. Hennes föräldrar uppmuntrade Björk till all konstnärlig verksamhet. Intresset för musik kom redan vid sexårsåldern när Björk började studera klassisk musik (flöjt, piano, sång) vid barnmusikkonservatoriet i Reykjavík. Vid elva års ålder skickade hennes pianolärare in en demo till radiostationen RÚV, som då var Islands enda radiostation. Björk framförde en cover på Tina Charles "I Love to Love" på demoskivan. Låten spelades på radiostationen och ett lokalt skivbolag, Fálkinn, fick upp ögonen för henne. Året efter, 1977, gav Björk ut sitt första soloalbum Björk. Det självbetitlade albumet blev mycket populärt på Island. Albumet Björk innehåller isländska barnsånger och låtar av The Beatles och Stevie Wonder översatta till isländska.
Under tonåren, då punkrocken hade fått fäste på Island, bildade Björk punkbandet Spit and Snot där hon spelade trummor. Ett år senare, 1980, startade hon en jazzfusion-grupp kallad Exodus, och samarbetade i en annan grupp kallad JAM80. Samma år tog hon också examen från musikskolan. 1982 bildade hon Tappi Tíkarrass tillsammans med Jakob Magnússon, som spelade en experimentell blandning av jazz och punk. Under deras korta verksamma tid på två år släppte de EP:n Bítið Fast í Vítið och fullängdsalbumet Miranda.
Mellan 1983 och 1986 var hon medlem i KUKL som spelade avant garde och punkinfluerad rock, de släppte 2 LP:s och ett livealbum. Det var även under denna tid hon träffade gitarristen Þór Eldón, som hon gifte sig med 1986 och samma år fick sin son Sindri med. De skilde sig ett år senare.
1986 bildades The Sugarcubes som skulle bli hennes stora internationella genombrott. Gruppen bestod av, förutom Björk, bland annat Einar Örn Benediktsson på sång, Þór Eldon på gitarr och Sigtryggur Baldursson på trummor. The Sugarcubes blev mycket populära både internationellt och nationellt, och gruppen släppte tre album: Life's too Good; Here Today, Tomorrow Next Week! och Stick Around for Joy. England var den plats där gruppen slog igenom som mest. Genombrottssingeln från första albumet var "Ammæli"; efter en tid översattes låten till engelska och fick titeln "Birthday" som kom 1987. År 1992 upplöstes projektet, men en återföreningskonsert hölls i Reykjavík 2006.

### Solokarriär
Förutom att Björk gav ut skivan Björk år 1977, släppte hon 1990 jazzalbumet Gling-Gló som Björk Guðmundsdóttir & tríó Guðmundar Ingólfssonar. Men det var först med det tredje albumet, Debut (1993), som hennes definitiva genombrott inleddes. Debut, som var producerat tillsammans med Nellee Hooper, blev utsett till årets album av musikmagasinet NME och sålde småningom platina i USA. Björks musikstil från den tidiga punkrocken hade nu övergått till en elektronisk stil med spår av triphop och house, dominerad av hennes karaktäristiska stämma.
Post var Björks andra album som soloartist, utgivet i juni 1995 och producerat med Nellee Hooper, Tricky, Graham Massey från 808 State samt Howie B. Skivan blev en fortsatt framgång på vilken Björk eftersträvade nya sound med ett särskilt intresse för dance och techno. Tricky och Howie Bs medverkan som producenter lade också ett mer triphop/electronica-likt sound på låtar som "Possibly Maybe" och "Enjoy". Det var dessa producenters inflytande tillsammans med den gamla vännen Graham Massey som inspirerade Björk att skapa material såsom de stormiga industrialtakterna i "Army of Me". Post presenterade dock mer subtila och lekfulla stunder än Debut, med djupare jazz- och orkesterlika arrangemang på en del låtar och en stämning av intim kontemplation mot slutet.

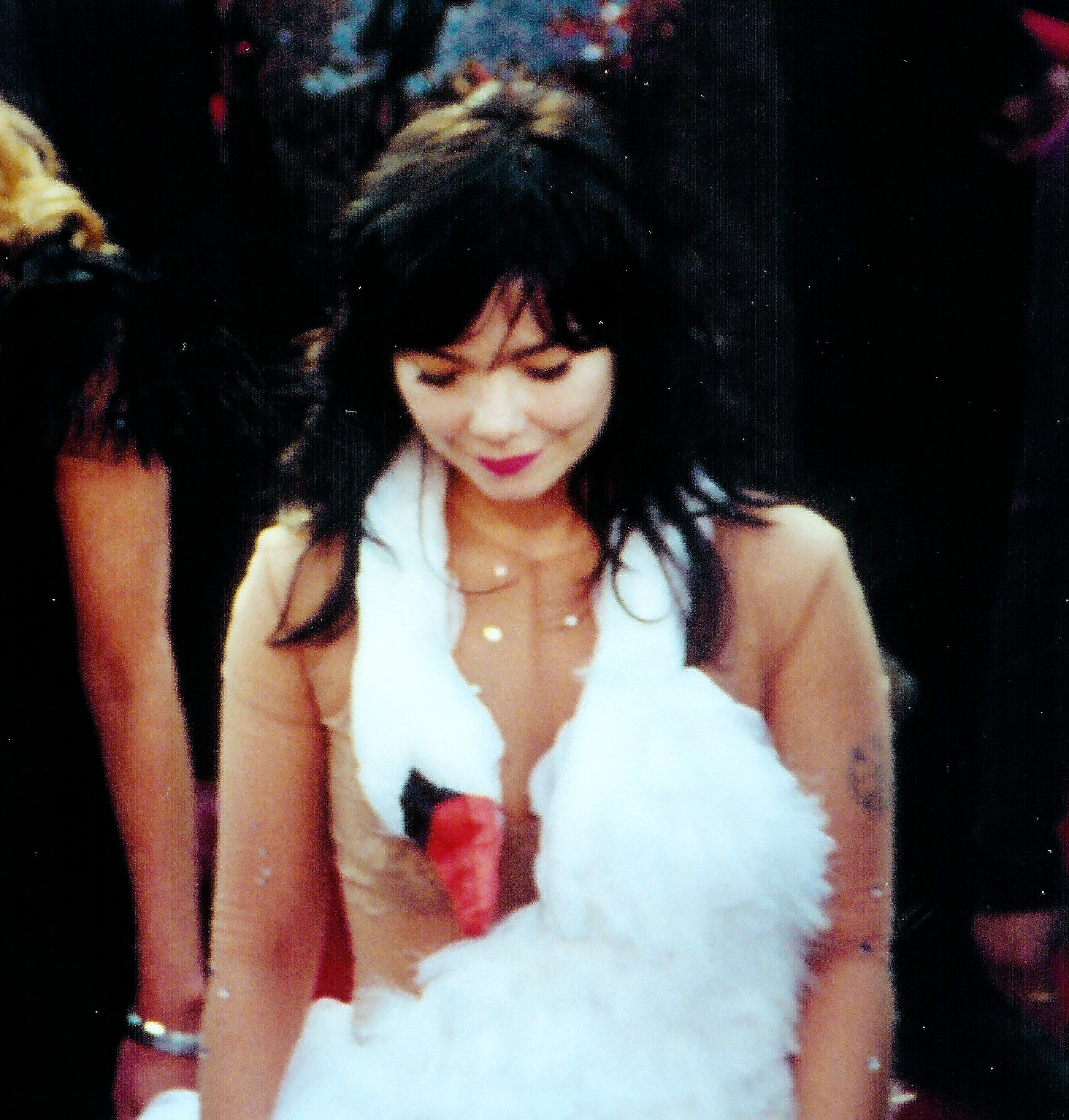
Björk vid Oscarsgalan 2001, iförd sin svanklänning.

1997 utkom albumet Homogenic. På skivan arbetade Björk med producenterna Eumir Deodato, Howie B och Mark Bell från LFO, varpå ett flertal remixer följde. Homogenic var hennes första begreppsmässigt fristående album och anses vara en av Björks mest experimentella och utåtriktade verk hittills, med enorma takter som speglar landskapet på Island, framförallt i låten "Jóga", som förenar frodiga strängar med stenigt elektroniskt knarrande. Albumet sålde guld i USA 2001.
Björk släppte sitt fjärde album, Vespertine, i augusti 2001. Detta album står i kontrast mot Homogenic i ett försök att skapa en mer lågmäld, inåtvänd värld av virvliga microbeats och personliga texter, vilket resulterade i vad Björk själv beskrev som ett "vinteralbum". På albumet kan man höra musiker som harpisten Zeena Parkins, technogruppen Matmos och Guy Sigsworth. Det följande året släpptes två retrospektiva samlingsalbum, dels boxen Family Tree, dels albumet Greatest Hits.
Under produktionen av Björks femte album, Medúlla, var tanken att enbart använda rösten som instrument. Även om en del andra instrument samt elektronisk programmering till sist ansågs nödvändigt blev rösten ändå det dominerande instrumentet på skivan, bland annat i form av körsång (The Icelandic Choir) och beatboxing (Rahzel). Albumet Medúlla släpptes i augusti 2004, producerat i samarbete med Mark Bell och Valgeir Sigurðsson. Samma månad framförde Björk låten "Oceania" under de olympiska sommarspelen 2004. Ett stort tygstycke drogs över huvudena på de samlade idrottsmännen i stadion och vid slutet av sången projecerades en världskarta på tyget. 2005 släpptes remixalbumet Army of Me: Remixes and Covers , innehållande 20 remixer av låten med samma namn från albumet Post (1995) som olika artister har gjort.
Volta, Björks sjätte album, utgavs i maj 2007. Förutom Björk och Mark Bell var även hiphopartisten Timbaland och hans samarbetspartner Danja delaktiga i produktionen av albumet, vars sound kan ses som en återgång till Björks mer taktdrivna electronicastil. Albumet innehåller två duetter, "The Dull Flame of Desire" och "My Juvenile", där bland annat Antony Hegarty från Antony and the Johnsons medverkar. Singeln "Declare Independence" är tillägnad Färöarna och Grönland.
År 2011 släppte Björk sitt sjunde album Biophilia. Delar av albumet spelades in med en Ipad, och förutom fysisk utgivning på CD har albumet givits ut i form av en serie mobila appar. Biophilia har beskrivits som "Björks [kanske] mest ambitiösa projekt hittills", vars koncept började som en samling låtar om frågor kring natur, vetenskap och mänsklighetens relation till de båda. Första singeln från albumet, "Crystalline", släpptes den 18 juni 2011.

### Samarbeten
Björk har samarbetat med bland annat Madonna, tillsammans skrev de titelspåret till hennes album Bed Time Stories. Hon har även arbetat med Tricky, Goldie, slagverkaren Evelyn Glennie, harpisten Zeena Parkins och electronica-duon Matmos. Hon har också uppfört ett specialkomponerat religiöst stycke av kompositören John Tavener. Björks musik har även blivit mixad av en rad olika kända artister, till exempel Skunk Anansie, Plaid, Alec Empire och Graham Massey. 1996 släpptes albumet Telegram, enbart innehållande remixade Björk-låtar av andra artister.
År 1991 kom 808 States album ex:el på vilket Björk medverkade i två låtar.
Flera av Björks mer bekanta låttexter är skrivna tillsammans med den isländske författaren Sjón, exempelvis "Isobel".

### Musikvideor
Björk har gjort flera musikvideor tillsammans med regissören Michel Gondry, ibland i en särpräglad naivistisk/surrealistisk stil med dockfilmslika miljöer, som kan skönjas även i en del långfilmer den senare regisserat. Bland övriga regissörer märks Chris Cunningham, Inez van Lamsweerde & Vinoodh Maladin + M/M (Paris) och Spike Jonze.

### Skådespeleri
Björk har haft en kort karriär som filmskådespelare vid sidan av musiken. Hon har haft roller i Juniper Tree och Prêt-à-Porter. Mest känd är hon från Lars von Triers Dancer in the Dark, en musikalfilm från år 2000. För sin insats i filmen fick hon pris för bästa kvinnliga skådespelare på Cannesfestivalen samma år. Hon skrev även filmmusiken till Dancer in the Dark; skivan släpptes under namnet Selmasongs (Selma var den roll Björk spelade i filmen). Även om hennes skådespelarinsats klassades som en succé, nämnde hon att hon aldrig ville medverka i en film igen. Men hon var senare med i filmen Drawing Restraint 9 (2007), till vilken hon även skrev filmmusiken tillsammans med filmskaparen och pojkvännen Matthew Barney). Musiken är till stor del inspirerad av den japanska folkmusiken. Filmen spelades in i Japan och innehåller repliker på engelska, isländska och japanska. Hon återvände till skådespeleriet återigen med en liten roll i The Northman (2022) 

## Familj
Björk har två barn, en dotter född 2002 tillsammans med Matthew Barney och en son född 1986 tillsammans med Þór Eldon som även han spelade i The Sugarcubes. Björks far, Guðmundur Gunnarsson, är fackföreningsledare. Björks mamma, Hildur Rúna Hauksdóttir, har varit politiskt aktiv.

## Priser och utmärkelser
- 1995 – Rockbjörnen som "Årets utländska artist"
- 1997 – Nordiska rådets musikpris
- 1997 – Riddare, Isländska falkorden, 24 april 1997[16]
- 2000 – Best Actress Award vid Cannes Film Festival för rollen i musikalfilmen Dancer in the Dark
- 2010 – Polarpriset[17]
- 2012 – Utländsk ledamot av Kungliga Musikaliska Akademien

## Diskografi
- 1977 – Björk
- 1993 – Debut
- 1995 – Post
- 1997 – Homogenic
- 2001 – Vespertine
- 2004 – Medúlla
- 2007 – Volta
- 2011 – Biophilia
- 2015 – Vulnicura
- 2017 – Utopia
- 2022 – Fossora[9]

## Filmografi
| År   | Film                                                | Roll              | Övrigt                                                         |
| ---- | --------------------------------------------------- | ----------------- | -------------------------------------------------------------- |
| 1987 | The Juniper Tree Nietzchka Keene                    | Margit            |                                                                |
| 2000 | Dancer in the Dark Lars von Trier                   | Selma Ježková     | Soundtrack av Björk, se Selmasongs                             |
| 2005 | Drawing Restraint 9 Matthew Barney                  | "Gästen"          | Soundtrack av Björk (samma titel)                              |
| 2005 | Screaming Masterpiece Ari Alexander Ergis Magnússon | Sig själv         | Musik av isländska artister som Björk, Sigur Rós och múm m.fl. |
| 2007 | Anna and the Moods Sjón                             | Anna Young (röst) |                                                                |
| 2022 | The Northman                                        | Häxan             |                                                                |

Ledmotivet till filmen Mumintrollet och kometjakten (2010) är skriven av Björk, se "The Comet Song".